# Brachythecium californicum
Brachythecium californicum là một loài rêu trong họ Brachytheciaceae. Loài này được Lesq. A. Jaeger mô tả khoa học đầu tiên năm 1878.